# یویچیرو کاکیتانی
یویچیرو کاکیتانی (انگلیسی: Yoichiro Kakitani؛ زادهٔ ۳ ژانویهٔ ۱۹۹۰) یک بازیکن فوتبال اهل ژاپن است.
وی همچنین در تیم ملی فوتبال ژاپن بازی کرده‌است.